# Chaetostigmoptera rostrata
Chaetostigmoptera rostrata là một loài ruồi trong họ Tachinidae.